# A sangue freddo (videogioco)
A sangue freddo (In Cold Blood) è un videogioco di genere avventura dinamica sviluppato da Revolution Software e distribuito nel 2000 per PlayStation e Windows. È stato commercializzato da SCEE e Ubisoft in Europa, e da DreamCatcher Interactive in Nord America.

## Trama
Il protagonista di questa avventura è John Cord, agente segreto del MI6, servizio segreto britannico. I leader del paese immaginario di Volgia stanno tramando qualcosa e l'agente è incaricato di scoprire di cosa si tratta, e ben presto sarà costretto a districarsi in una situazione ben più complessa di quella che sembrava in apparenza. Il gioco è un racconto che l'agente confessa a Dmitri Nagarov e Lukian, responsabili degli interrogatori e nemici dell'agente stesso.

## Modalità di gioco
Il gioco si presenta come un'avventura grafica a schermate pre-renderizzate quasi sempre fisse, come ad esempio in Final Fantasy e Resident Evil, con molte animazioni e punti di interazione con il personaggio.
L'avventura si snoda su nove livelli in cui dovremo alternarci tra esplorazioni dell'ambiente e il superamento di ostacoli e nemici per proseguire il raggiungimento degli obiettivi imposti. Il gameplay in questo aspetto ricorda molto il modo di muoversi, di agire e di combattere di Metal Gear Solid in cui allo scontro diretto sono preferibili azioni furtive e calcolate con pazienza, con l'aiuto di vari strumenti che il giocatore trova durante la storia.